# Sam Powell

a Compétitions nationales et continentales officielles uniquement.

Sam Powell, né le 3 juillet 1992 à Wigan (Angleterre), est un joueur angais de rugby à XIII évoluant au poste de demi de mêlée ou de talonneur dans les années 2010. Il fait ses débuts professionnels en Super League avec les Warriors de Wigan en 2012 avec lesquels il remporte le World Club Challenge (2017) , la Super League à trois reprises (2013, 2016 et 2018) et la Challenge Cup (2013). Il a également été prêté entre-temps aux Scorpions de South Wales et Workington.

## Biographie
Longtemps placé comme second choix de Michael McIlorum au poste de talonneur des Warriors de Wigan, le départ de ce dernier aux Dragons Catalans en 2018 permet à Sam Powell de devenir un titulaire à Wigan.

## Palmarès
- Collectif :
  - Vainqueur du World Club Challenge : 2017 (Wigan).
  - Vainqueur de la Super League : 2013, 2016, 2018 et 2023 (Wigan).
  - Vainqueur de la Challenge Cup : 2013 (Wigan).
  - Finaliste de la Super League : 2014, 2015 et 2020 (Wigan).
  - Finaliste de la Challenge Cup : 2017 (Wigan) et 2024 (Warrington)..